# Hosadurga, Pavagada
Hosadurga là một làng thuộc tehsil Pavagada, huyện Tumkur, bang Karnataka, Ấn Độ.